# Astropecten vappa
Astropecten vappa is een kamster uit de familie Astropectinidae.
De wetenschappelijke naam van de soort werd in 1843 gepubliceerd door Johannes Peter Müller & Franz Hermann Troschel.